# Obsjtina Nikolaevo
obsjtina Nikolaevo (bulgariska: Община Николаево) är en kommun i Bulgarien.   Den ligger i regionen Stara Zagora, i den centrala delen av landet, 200 km öster om huvudstaden Sofia.
obsjtina Nikolaevo delas in i:
- Edrevo
- Elchovo
- Nova machala

Följande samhällen finns i obsjtina Nikolaevo:
- Nikolaevo

I omgivningarna runt obsjtina Nikolaevo växer i huvudsak lövfällande lövskog. Runt obsjtina Nikolaevo är det ganska tätbefolkat, med 60 invånare per kvadratkilometer.